# Innovation sociale
L'innovation sociale est un processus mis en place dans le but de changer les pratiques habituelles afin de répondre à une situation sociale jugée insatisfaisante à un moment donné, dans un lieu donné.  

## Définitions et caractéristiques

### Caractéristiques principales
L'innovation sociale mobilise différents intervenants ayant des compétences dans des disciplines parfois hétéroclites mais liées à la problématique soulevée.
Elle se basera sur une gouvernance élargie et participative dans laquelle est évacuée toute notion de propriété intellectuelle afin de maximiser l'impact et rendre reproductible l'initiative.

### Modes de caractérisation divers
L’innovation sociale, bien que de plus en plus présente dans le discours public, est un concept qui fait appel à des définitions et approches plurielles bien que toutes reviennent aux mêmes élémentaires.

En France, le Conseil supérieur de l'économie sociale et solidaire (CSESS) définit l'innovation sociale ainsi : 
"L'innovation sociale consiste à élaborer des réponses nouvelles à des besoins sociaux nouveaux ou mal satisfaits dans les conditions actuelles du marché et des politiques sociales, en impliquant la participation et la coopération des acteurs concernés, notamment des utilisateurs et des usagers. Ces innovations concernent aussi bien le produit ou le service, que le mode d'organisation, de distribution, dans des domaines comme le vieillissement, la petite enfance, le logement, la santé, la lutte contre la pauvreté, l'exclusion, les discriminations... Elles passent par un processus en plusieurs démarches : émergence, expérimentation, diffusion, évaluation.".
Selon le Centre de recherche sur les innovations sociales (CRISES, à Montréal), l'innovation sociale peut être appréhendée comme
"de nouveaux arrangements sociaux, organisationnels ou institutionnels ou encore nouveaux produits ou services ayant une finalité sociale explicite résultant, de manière volontaire ou non, d’une action initiée par un individu ou un groupe d’individus pour répondre à une aspiration, subvenir à un besoin, apporter une solution à un problème ou profiter d’une opportunité d’action afin de modifier des relations sociales, de transformer un cadre d’action ou de proposer de nouvelles orientations culturelles. En trouvant preneur, les innovations sociales ainsi amorcées peuvent conduire à des transformations sociales." 
Le Réseau Québécois pour l'Innovation Sociale (RQIS) (Québec) définit l'innovation sociale en se basant sur les définitions du CRISES, du Stanford Center for Social Innovation  et de la fondation Young : 
"Une innovation sociale est une nouvelle idée, approche ou intervention, un nouveau service, un nouveau produit ou une nouvelle loi, un nouveau type d’organisation qui répond plus adéquatement et plus durablement que les solutions existantes à un besoin social bien défini, une solution qui a trouvé preneur au sein d’une institution, d’une organisation ou d’une communauté et qui produit un bénéfice mesurable pour la collectivité et non seulement pour certains individus. La portée d’une innovation sociale est transformatrice et systémique. Elle constitue, dans sa créativité inhérente, une rupture avec l’existant."
Cette forme d'innovation se définit par sa finalité qui vise son inclusion dans un environnement entrepreneurial, social, écologique, économique et humain. Qu'elle soit de nature technologique, organisationnelle, de produit ou de marché, elle est pensée collectivement en fonction de son impact sur son environnement. Au-delà de l'avantage concurrentiel qu'elle est susceptible d'apporter, l'innovation sociale et inclusive doit amener un bénéfice mesurable pour une collectivité. Une des difficultés majeures est de s'assurer de l'impact potentiel d'une innovation sur un terme assez long compte tenu du processus d'obsolescence accélérée constatée aujourd'hui dans le domaine de l'innovation.
L'innovation sociale ne saurait être le fait d'une autorité, elle est fondamentalement antiautoritaire puisqu'elle implique un processus de discussion, de transformation et d'adaptation nécessaire à son adoption. Les organisations issues du processus d'innovation seront idéalement flexibles, non-hiérarchiques et non-bureaucratiques évitant de tomber dans les pièges de ce contre quoi elles s'érigent. 
Le thème de l'innovation sociale est de plus en plus étudié notamment dans les pays anglosaxons.
Pour convaincre l’ensemble des organismes d’aide et de financement à soutenir l’innovation sociale, il est important de bien la caractériser afin de faciliter le repérage, la sélection, le diagnostic, et l’accompagnement de projets socialement innovants. En France, fruit d’un travail pluridisciplinaire réunissant une trentaine d’acteurs, une grille de caractérisation a, par exemple, été élaborée à destination des entrepreneurs et des acteurs de l’innovation.

### Illustrations: des exemples d'innovations sociales
Les exemples d'innovation sociale sont très divers, et n'en citer que quelques-uns serait réducteur. En fonction des époques et des lieux, un projet peut être plus ou moins innovant. À sa création, le système de Sécurité sociale s'est avéré être une véritable innovation organisationnelle, source de progrès sociaux considérables. De même, les Associations pour le maintien d'une agriculture paysanne (AMAP) sont un bon exemple d'innovation sociale réussie en France. Le mouvement Emmaüs, les Restos du Cœur, Les Enfants de Don Quichotte, les banques alimentaires etc. ont été, à leur création, des innovations sociales. 
Parmi les innovations sociales les plus connues est souvent citée la Grameen Bank créée par Muhammad Yunus au Bangladesh. Celle-ci accorde des micro-crédits pour développer des projets locaux et sortir les individus de la pauvreté. Lord Michael Young est aussi renommé pour la création de l'Open University et le soutien de  projets innovants. 
Les monnaies complémentaires (qui incluent les monnaies locales valables dans une zone géographique) sont également des sources d'innovations sociales en permettant de soutenir les commerces de proximité tout en renforçant la culture locale et le lien social. Dans le dernier chapitre de son livre (Mes points sur les i - Propos sur la présidentielle et la crise, préface de François Hollande, Éditions Odile Jacob, 2012)  Michel Rocard parle de l’intérêt de développer des monnaies complémentaires qui pourraient contribuer au développement de nouvelles innovations sociales. 
Les licences libres informatiques sont également un exemple d'innovation sociale ayant amené à l'extension de ces licences aux autres œuvres de l'esprit que celles rattachées au domaine informatique et voient maintenant des initiatives d'innovations sociales à part entière en découler en reprenant les codes mis en place, par exemple Movilab et son initiative TiLiOS (Tiers-lieux libres et open-source). 
La gouvernance dans le secteur associatif est également un exemple de possibilité d'application, différentes initiatives, telle l'initiative liégeoise ETNIK'Art, cherchant à revoir les bases mêmes de la gouvernance en y appliquant, par exemple, les méthodologies issues des projets informatiques open-source tout en documentant ses actions afin de les rendre reproductibles par d'autres. 

## Écosystème de l'innovation sociale

### Acteurs
On peut identifier, aux côtés des citoyens, quatre grandes catégories d'acteurs impliqués dans la production d'innovations sociales, et qui coopèrent souvent au service de l'intérêt général :
- les associations : elles constituent historiquement le plus grand laboratoire d'innovations sociales. Par leur proximité avec la population, elles sont bien placées pour détecter les besoins nouveaux et leur apporter des réponses ;
- les fondations d'entreprises, les fondations reconnues d'utilité publique, les fondations de l'économie sociale, se positionnent souvent sur des thèmes d'innovation sociale ;
- les entreprises sociales, initiatives de forme privée (associative, coopérative, SARL, etc.) à finalité sociale ou environnementale constitue un secteur émergent qui repose souvent sur des innovations sociales ;
- les collectivités territoriales sont de plus en plus engagées dans l'innovation sociale, parce qu'elles sont au contact direct des besoins des populations, financent le secteur, sont de plus en plus placées sous contraintes pour assurer des services publics de meilleure qualité, en associant les usagers et en recherchant une forme de performance globale.

Si l'économie sociale et solidaire est un creuset d'innovations sociales, des entreprises classiques peuvent développer des projets socialement innovants et apporter des réponses nouvelles aux besoins sociaux.

### Politiques de soutien

#### Financement
Les modalités des aides à l’innovation varient énormément en fonction de leur objectif et leur place dans un plan de financement. Elles ont, pour la plupart, été conçues dans une approche technologique et industrielle de l’innovation, mais la prise en compte grandissante de l’impact social de l’activité économique ouvre aujourd’hui le champ de ces aides aux innovations sociales. 
Défendant une vision élargie de l’innovation, des dispositifs de financement spécifiquement destinés à l’innovation sociale existent déjà : le Comptoir de l’innovation, les Fonds de confiance, le Pass’Innov, Innov’ESS, fonds de fondations comme La France s'engage, etc.
Dans ce cadre, une innovation sociale pourrait bénéficier :
- des aides à la création d’entreprise innovante (concours du Ministère de la Recherche, bpifrance) ;
- des aides aux dépenses de R&D des projets innovants (bpifrance, régions, Europe via le FEDER) ;
- des aides au recrutement de chercheurs pour renforcer la capacité de R&D des PME (CIFRE) ;
- de la défiscalisation des investissements de R&D (Jeune Entreprise Innovante, Crédit d’impôt recherche) ;
- du mécénat d’entreprises.

#### Accompagnement
L'accompagnement est également crucial pour permettre aux porteurs de projets socialement innovants. Un porteur de projet souhaitant faire accompagner son innovation sociale peut se tourner vers plusieurs acteurs : des incubateurs, des pôles de compétitivité, les Agences régionales d'innovation (ARI) etc.
On peut ainsi distinguer :
- les dispositifs d’accompagnement à l’innovation en général (Agences régionales d’innovation, incubateurs, pôles de compétitivité, etc.) ;
- les dispositifs d’accompagnement à la création d’entreprises qui s’ouvrent à l’accompagnement de projets innovants socialement (Bond’innov, le Social    Good Lab, etc.) ;
- les incubateurs d’innovations sociales comme Antropia, la Ruche ou Alter’Incub.